# Notocelia cynosbatella
Notocelia cynosbatella là một loài bướm đêm thuộc họ Tortricidae. Nó được tìm thấy ở châu Âu to miền đông Nga, it is also được tìm thấy ở Tiểu Á, Iran và Mông Cổ.
Sải cánh dài 16–22 mm. Con trưởng thành bay vào tháng 5 và tháng 6.
Ấu trùng ăn Rosa và occasionally also on Rubus, Pyrus, Malus, Prunus, Cydonia, Myrica, Carpinus và Quercus. Các thiệt hại ấu trùng trồng hoa hồng, ăn trong nụ hoa và chồi non hay giữa hai lá kéo thành sợi. Chỉ có rất ít thiệt hại cho lá, nhưng phần bị hư hại có thể bị bóp méo và nụ hoa bị phá hủy.

## Hình ảnh

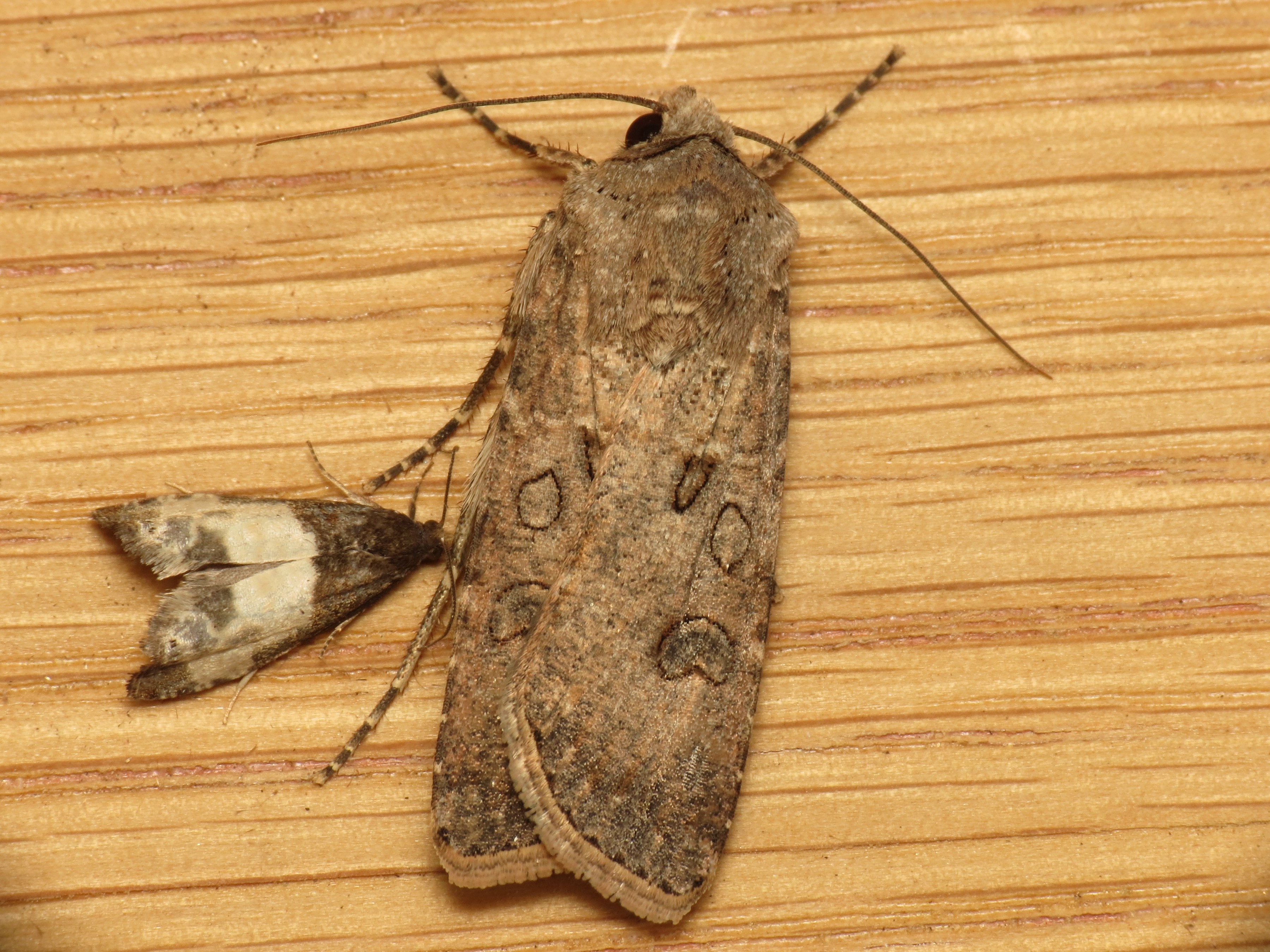
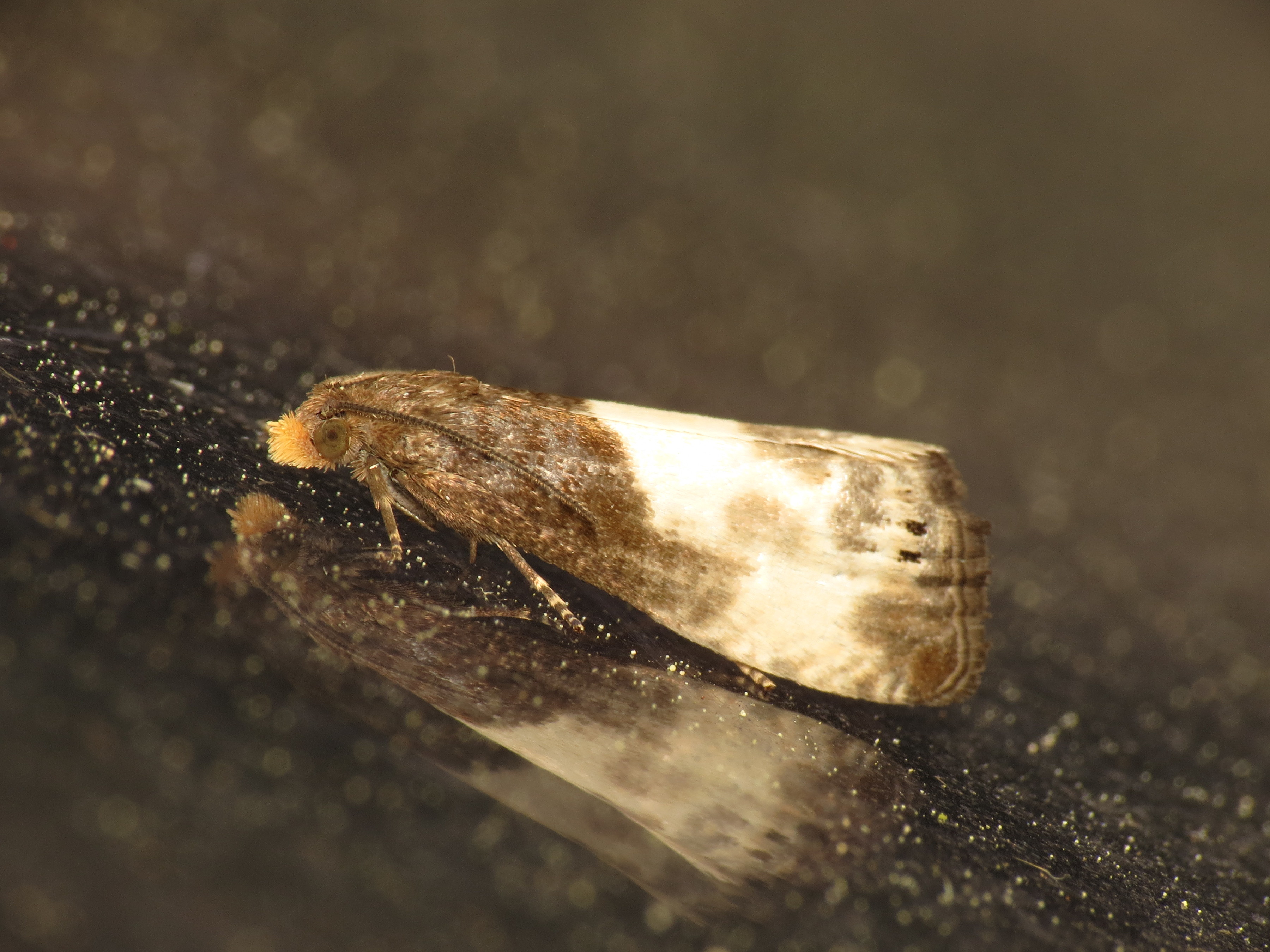
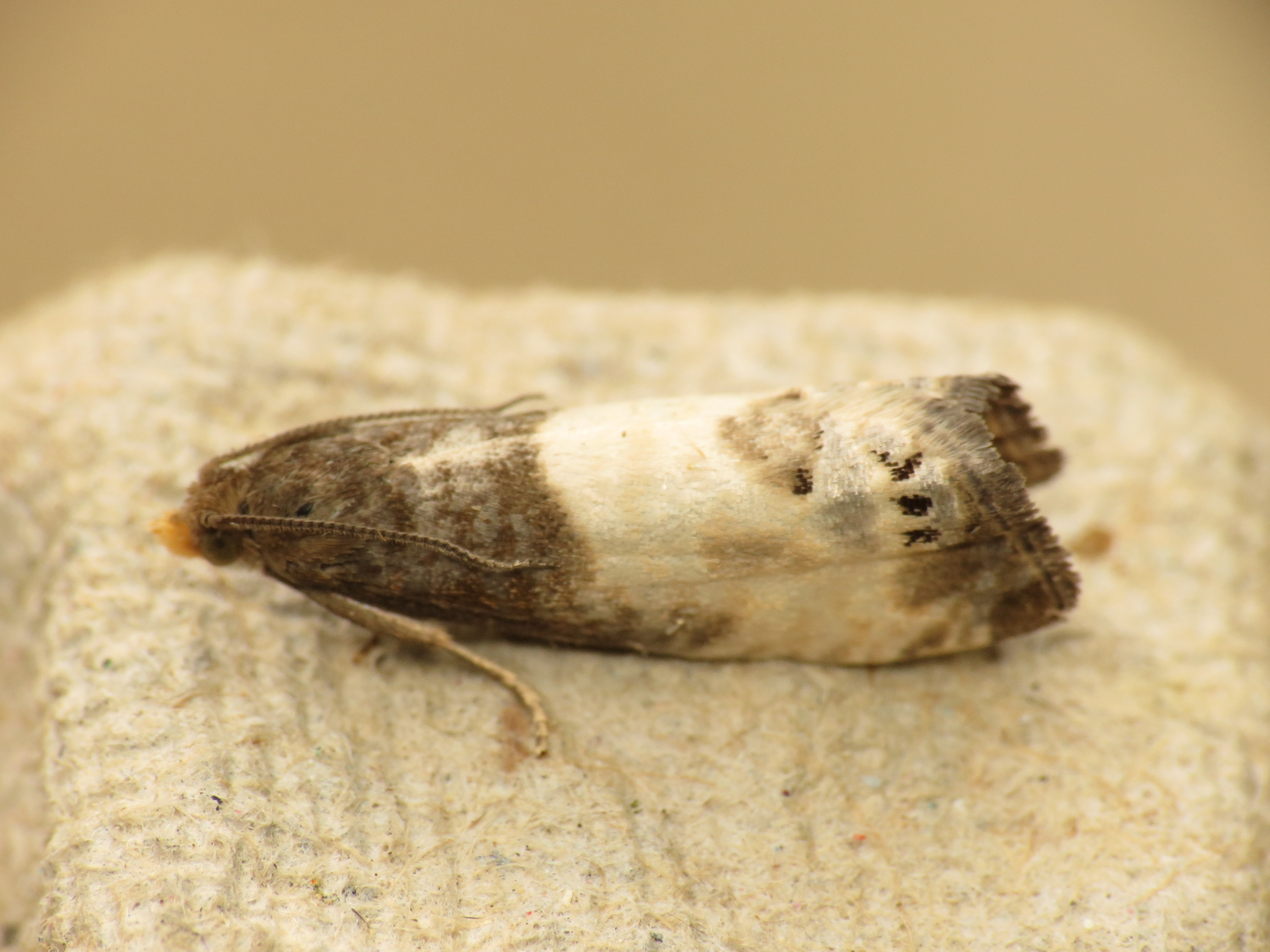
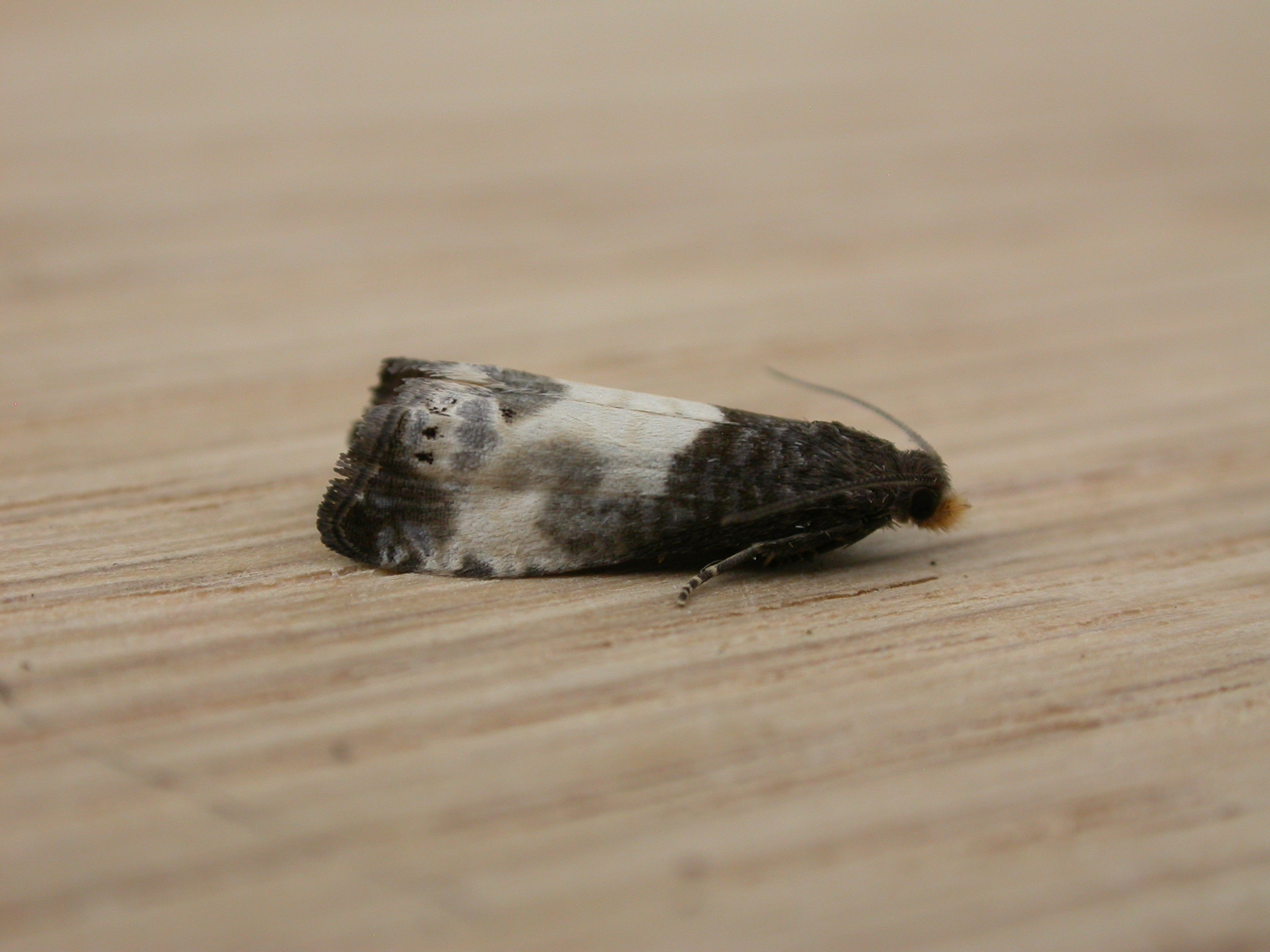